# 佐々木朋子
ササキ トモコ（ささき ともこ）は、日本のソングライター、編曲家、脚本家、声優。『佐々木朋子』名義で表記されることもある。

## 概要
青森県五戸町生まれ。千葉大学教育学部音楽科卒業。1992年セガ入社。2000年の分社化に伴いウェーブマスター所属となり、現在はフリー。妹はグラフィックデザイナーのササキワカバ。夫はセガ所属の作曲家の幡谷尚史。
ソニックチームのビデオゲーム『ナイツシリーズ』やウェーブマスターのビデオゲーム『ルーマニアシリーズ』の楽曲を手がけた。
近年では妹のササキワカバとのユニット、東京ハイジとしてwebでの映像および楽曲作品の公開や、CMソング等を中心に活動している。

## 活動
- セラニポージ
ゲーム「ROOMMANIA＃203」「ニュールーマニア ポロリ青春」に登場する音楽ユニットで、キーボードと作詞作曲を担当。これまでにフルアルバム、リミックス、マキシシングルを含め計6枚のCDを発表しており、うち1枚は「ROOMMANIA＃203」のソフトに同梱されている。
また、ウェーブマスターの前身であるセガ・デジタルメディア制作部にて行われた分科会にて、当時定点カメラのインターネット配信に熱中していた佐々木が出した「同僚の一日に密着する」という内容の企画がROOMMANIA＃203の原案になっている。
- 東京ハイジ
妹のササキワカバと結成した姉妹ユニットで、姉が文章と音楽、妹がアートワークを手がける。児童書、アニメーション・映像制作、雑貨の制作・インターネットでの通信販売などを行っている。
- 月いちトモコサン
自身がパーソナリティと製作を務めるインターネットラジオ番組。通称ツキトモ。ラジ@内のウェーブマスターの制作番組「ラジオDC」にて月に一度の放送を開始し、ラジオDC終了後はセガが運営するコミュニティサイト「SEGAlink」内のストリーミングコンテンツとして再開。そしてSEGAlinkがセガからセガサミーメディアに移管されたのに伴ってKlapへと、放送局を転々としている。2007年6月、Klapのサービス終了に先んじて最終回を配信。現在、ラジオ番組は製作していない。
- 「DREAMS DREAMS」
セガから発売されたセガサターン用アクションゲーム『ナイツ』の主題歌であるこの曲は、佐々木が手がけた英語詞の曲である。また、キッズバージョンのボーカルを、在日外人タレントのジャスミン・アレン（現在の芸名は、ジャスミン・S）が担当している。また、ジャスミンは続編、『ナイツ 〜星降る夜の物語〜』でも同曲のバラードアレンジ版「Dreams Dreams：Sweet Snow」のボーカルを担当しており、佐々木のブログで収録の時、佐々木は「久しぶり‼」と言ったのに対しジャスミンは呆然としてしまったという。2017年にはセガの音楽ゲーム「チュウニズム」のキャラクター月鈴姉妹の日本語ボーカル曲として佐々木本人の手によって「夢と夢～あの日のメロディ～」として新規にアレンジ楽曲が作られている。

## 参加作品
以下の作品一覧は、セガ所属時に制作したものと、フリー転身後の楽曲提供を含む。

### ゲーム
- アイラブミッキー&ドナルドふしぎなマジックボックス（メガドライブ）
- SWITCH（メガCD・PlayStation 2）
- ソニック・ザ・ヘッジホッグCD（メガCD・PlayStation 3・Xbox 360）（スペシャルサンクス）
- Virtua Racing Deluxe（スーパー32X）
- リスター・ザ・シューティングスター（メガドライブ・ゲームギア・Wii・PlayStation 3）
- ブルーシード 〜奇稲田秘録伝〜（セガサターン）
- NiGHTS（セガサターン・PlayStation 2）
- クリスマスナイツ（セガサターン）
- バーニングレンジャー （セガサターン）
- サンバDEアミーゴ（アーケードゲーム・ドリームキャスト・Wii）
- スーパーギャルデリックアワー （PlayStation 2）
- ROOMMANIA＃203（ドリームキャスト・PlayStation 2）
- ニュールーマニア ポロリ青春（PlayStation 2）
- きみのためなら死ねる（ニンテンドーDS）
- 赤ちゃんはどこからくるの?（ニンテンドーDS）
- そだてて!甲虫王者ムシキング（携帯型ゲーム）
- 脳年齢 脳ストレス計 アタマスキャン（ニンテンドーDS）
- ココロスキャン（ニンテンドーDS）
- 視て聴いて脳で感じて クロスワード天国（PSP）
- ナイツ ～星降る夜の物語～（Wii）
- 大乱闘スマッシュブラザーズX（Wii）（編曲者として参加。アシュリーのテーマでは歌唱も担当）
- デススマイルズIIX 魔界のメリークリスマス（Xbox 360）（エンディングテーマの作詞、作曲、歌唱）
- もふもふ牧場（mixiアプリ）

### テレビ番組・CM
- カレーの国のコバ〜ル（キッズステーション）
- シュガシュガルーン（テレビ東京）
- とことん見聞録（NHK教育）
- 魔法食堂チャラポンタン（WOWOW）
- おかあさんといっしょ「よわむしモンスターズ」（NHK Eテレ）
- 明治さいておいしいモッツァレラ さき歌 ～モッツァレラ星人がやってきた～
- モモモ・モッツァレラ星人アゲイン
  - （明治さいておいしいモッツァレラTVCMソング、東京ハイジ名義）
- ハッピーナッチョイ!（TOKYO MXショートアニメ、東京ハイジ名義）

### web
- じゃがいぬくん テーマソング
- ポンチャックと暗黒のネリモノ王国
- おはなし絵本クラブ 「まーだまーだぴっぴっぴ〜三枚のおふだ〜」
- おはなし絵本クラブ 「カモかみクケコそらのたび」
- ひなビタ♪（Web連動型音楽配信企画）（いずれも作中のキャラクター「山形まり花」が作詞・作曲したという扱いでの楽曲提供、音楽ゲーム「BEMANIシリーズ」にも収録）
  - 恋とキングコング
  - 走れメロンパン
  - 温故知新でいこっ!
  - neko*neko
  - クラゲファンタジーソーダ
  - じもとっこスイーツ
  - 今夜はパジャマパーティ
- 湘南二宮町PRキャラクター「ニーノとミーヤ」テーマソング「菜の花畑のニーノ」[注釈 3]

### 声優
クレジットで確認されたのみ。
- ナイトピアン役（ナイツシリーズ）
- チャオ役（ソニックシリーズ）
  - ソニックアドベンチャー（1998年、ドリームキャスト）
  - ソニックアドベンチャー2（2001年、ドリームキャスト）
  - ソニックアドベンチャー2バトル（2001年、ニンテンドー ゲームキューブ）
  - ソニックアドベンチャーDX（2003年、ニンテンドーゲームキューブ）
  - マリオ&ソニック AT バンクーバーオリンピック（2009年、ニンテンドーDS）※DS版のみ。
- ポンチャック役、チビネジ役（ニュールーマニア ポロリ青春）
- Mii役
  - ソニック&オールスターレーシング トランスフォームド（2014年、Wii U）※Wii U版のみ。

### 関連CD ・DVD
- セガサターン「NiGHTS」オリジナルサウンドトラック
- ソニックチームパワープレイ
- RADIO DC
  - PRESENTS NO.3 真冬に聴くゲーム音楽
  - ポロリ添え~ニュールーマニア・ラジオDC ドッキンぐ計画~
- ポロリ青春名曲アルバム 増量版
- クロスワード天国 クロ天のうた ササキトモコと巻き舌一家
- 西口有香ミニアルバム 「終日」
- 『DEMO TAPE-1』（サウンドストリートを参照）収録「逆さ戦メリ」「さよなら」
- カレーの国のコバ〜ル「ドラマチックミニアルバム」
- シュガシュガルーン キャラクターCD
  - ロッキンロビン
  - ショコラ
  - バニラ
- NiGHTS into dreams... パーフェクトアルバム
- NiGHTS 星降る夜の物語 オリジナルサウンドトラック
- 怒首領蜂大往生アレンジアルバム
- メガドライブ ～ラストアクションヒーローズ～
- まいにちのこどもうた
- まいにちのこどもうた2

## 楽曲提供
- アイドルマスター
  - 「全力アイドル」（作詞、作曲、編曲）
  - 「きゅんっ！ヴァンパイアガール」（作詞、作曲）
- アイドルマスター スターリットシーズン
  - 「KAWAII ウォーズ」（作詞、作曲、編曲）
- アイドルマスター シンデレラガールズ
  - 「アタシポンコツアンドロイド」（作詞、作曲、編曲）
  - 「秘密のトワレ」（作詞、作曲、編曲）一ノ瀬志希ソロ曲
  - 「キラッ！満開スマイル」（作詞、作曲、共編曲）
  - 「フレデリカ、猫やめるよ」（作詞、作曲、編曲）宮本フレデリカソロ曲
  - 「おねえちゃんデスコ」（作詞、作曲、編曲）市原仁奈ソロ曲
  - 「かぼちゃ姫」（作詞、作曲）
- あんさんぶるスターズ!
  - 「メルティ♡キッチン」（作詞、作曲）
- 月ノ美兎
  - 「それゆけ!学級委員長」（作詞、作曲、共編曲）[1]
  - 「ありふれた毎日の歌」（作詞、作曲、共編曲）
  - 「恋星ペリコ」（作詞、作曲）
- 星街すいせい
  - 「スイちゃんのメンテナンスソング」（作詞、作曲、編曲）[2]
- やなぎなぎ
  - 「今日もデジは猫のふり」（作詞、作曲）
- 宝鐘マリン
  - 「パイパイ仮面でどうかしらん？」（作詞、作曲、編曲）
- レトルト
  - 「レトルト生まれの子」（作詞、作曲、歌唱）